# Glacier Peak
Der Glacier Peak (englisch Gletschergipfel; im Sauk-Dialekt der Lushootseedsprache Tda-ko-buh-ba oder Takobia) im Norden des Bundesstaates Washington, USA, ist ein aktiver Schichtvulkan der Kaskadenkette.
Im Gegensatz zu einigen anderen Vulkanen im Pazifischen Nordwesten ist der Glacier Peak von den nächsten städtischen Ballungszentren aus nicht besonders gut sichtbar, und so werden seine touristischen Reize sowie seine Gefahren oft übersehen. Dabei hat der Vulkan seit dem letzten Eiszeitalter einige der größten Ausbrüche auf dem Gebiet des Staates Washington zu verzeichnen. Die Eruptionen fanden in dieser Zeit in sechs Serien statt, zuletzt vor 200 bis 300 Jahren.
Der Glacier Peak liegt im Snohomish County etwa 100 km nordöstlich von Seattle, also kaum weiter von der Stadt entfernt als der Mount Rainier. Doch anders als dieser erhebt sich der Vulkan nur bis um die 1000 m höher als die umliegenden Gipfel, wodurch er einer von vielen in einer Reihe von hohen Bergen ist, wenn man ihn vom Puget Sound aus betrachtet.

## Geologie

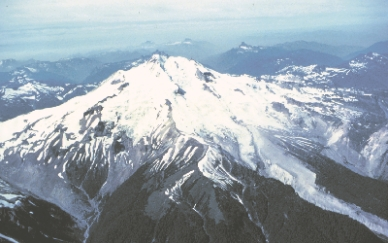
Luftbild aus Südosten

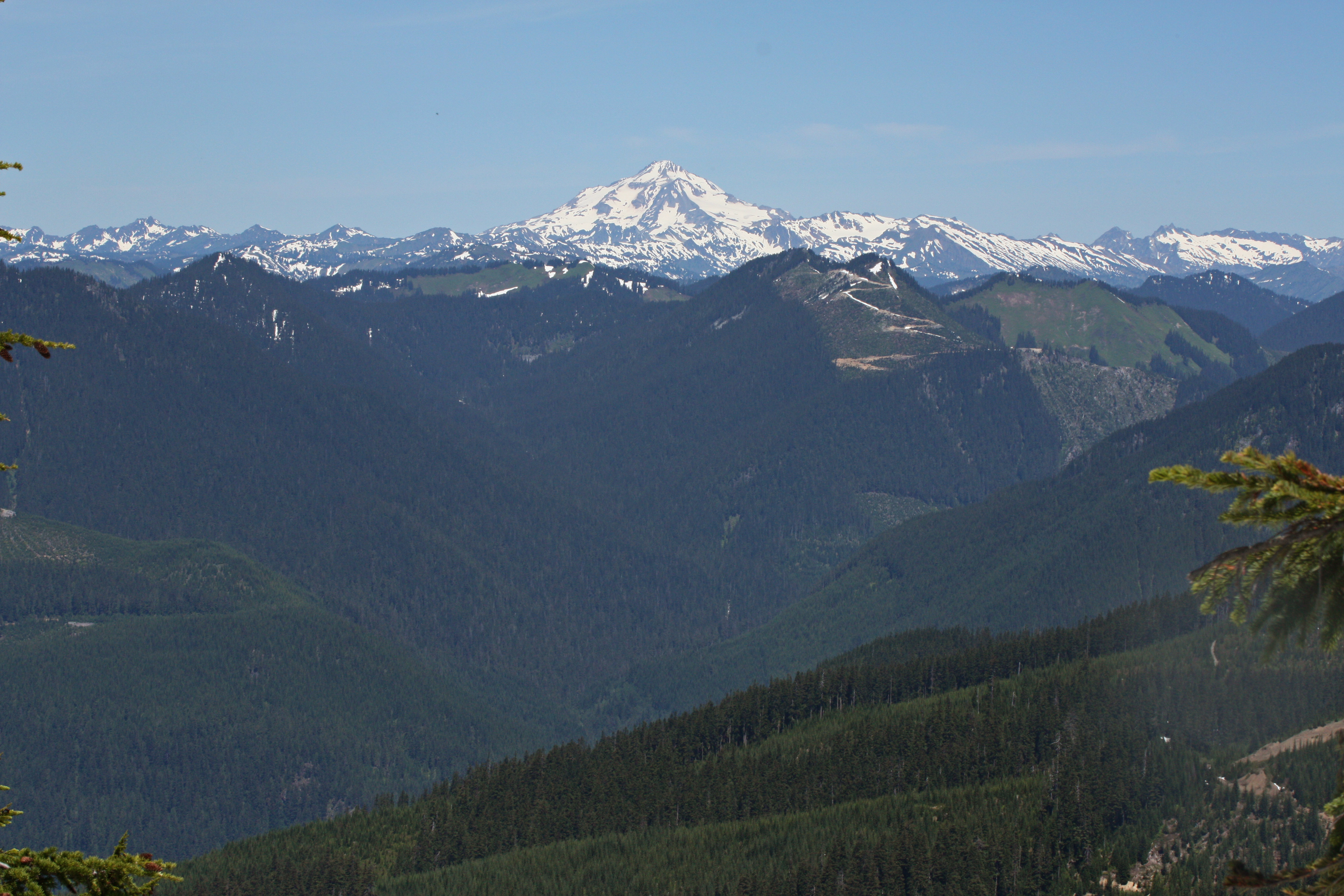
Ansicht aus Süden

Der Gipfelbereich, einschließlich des Nebengipfels Disappointment Peak (Gipfel der Enttäuschung), besteht aus Überresten von Lavadomen aus prähistorischer Zeit. An den Berghängen sind Überbleibsel pyroklastischer Ströme zu erkennen, besonders am Osthang darüber hinaus auch Spuren von vulkanischer Asche.
Die Berghänge weisen mehrere kilometerlange Ablagerungen von Laharen und Murgängen auf. Die mit 14000 Jahren älteste Ablagerung reicht zirka 35 km weit vom Westhang und durch das Tal des White Chuck River bis zu dessen Mündung in den Sauk River. Am Glacier Peak befinden sich in etwa 1800 m Höhe mehrere Schlacken- und Aschenkegel, außerdem drei Thermalquellen namens Gamma, Kennedy und Sulphur.
Der Schichtvulkan ist der vierthöchste Berg im Staat Washington. Als Teil des Cascade Volcanic Arc entstand er durch die Subduktion der Juan-de-Fuca-Platte unter die Nordamerikanische Platte. Die Platten konvergieren mit einer Geschwindigkeit von vier Zentimetern pro Jahr. Trotz der Höhe von 3212 m ist der Glacier Peak für einen Schichtvulkan recht klein. Der Gipfel ist so hoch, weil der eigentliche Vulkan auf einer hohen Bergkette liegt. Dieser vulkanische Teil des Glacier Peak ist nur 500 bis 1000 m höher als die darunter liegende Kette.

## Vulkanische Aktivität
Wie auch der Mount St. Helens bildet der Glacier Peak sehr zähflüssiges Magma (siehe auch: Dazit), das nicht aus dem Vulkanschlot fließt, sondern sich im Innern des Berges sammelt, was letztlich zu einer Explosion führt. Durch Anwendung der Radiokarbondatierung auf Pyroklastische Sedimente am Fuß des Bergs wurde ermittelt, dass der Glacier Peak um die Jahre 1700, 1300, 900, 200, 850 v. Chr., 3150 v. Chr. und 3550 v. Chr. ausgebrochen sein muss. Drei der Ausbrüche lagen zwischen den Stufen 2 bis 4 nach dem Vulkanexplosivitätsindex. Charakteristisch für diese Ausbrüche sind eine erste Eruption durch den Vulkanschlot, gefolgt von einer stärkeren Explosion. Welches Material ausgestoßen wurde, war unterschiedlich. Mal entstanden Lahare, mal pyroklastische Ströme oder Lavadome.
In den Flusstälern um den Glacier Peak befinden sich dicke Schichten mit Überresten von Laharen, die zum Teil teils dutzende Kilometer von der zugehörigen Eruption entfernt sind. Bei den Ausbrüchen vor 5900 und vor 1800 Jahren gelangten die Lahare bis in den Puget Sound. Bei den Eruptionen ging ein Teil des Auswurfs in der näheren Umgebung nieder. Der Großteil der Asche wurde aber in große Höhe befördert und vom Wind weggetrieben. Die von dieser Asche gebildeten Ascheschichten sind nahe der Stadt Chelan etwa 30 cm stark. Bei Missoula in Montana haben sie eine Höhe von 7,6 mm.

## Gletscher
Elf große Gletscher bedecken den Gipfelbereich des Glacier Peak. Als C. E. Rusk diese 1906 erstmals sah, waren sie bereits am Schrumpfen, aber noch immer sehr ausgedehnt. Von der Kleinen Eiszeit bis 1958 war die Gletscherfront der Gletscher auf dem Glacier Peak im Durchschnitt um 1640 Meter zurückgewichen. Richard Hubley bemerkte eine wieder zunehmende Vergletscherung seit den frühen 1950er Jahren. Zuvor waren die Gletscher etwa dreißig Jahre lang sehr schnell geschmolzen. Die zunehmende Vereisung Mitte des 20. Jahrhunderts war durch ergiebigere Winterniederschläge und niedrigere Temperaturen im Sommer bedingt. Die Zeit der Gletscherbildung hielt bis etwa 1979 an. Zwischen 1984 und 2005 zogen sich die Gletscherfronten um durchschnittlich 310 m zurück. Der Milk-Lake-Gletscher am Nordhang des Glacier Peak verschwand in den 1990er Jahren vollständig.

## Geschichte
Die schneebedeckten Vulkane Washingtons beeinflussten die Legenden und die Sprachen der amerikanischen Ureinwohner und sie lenkten auch die Aufmerksamkeit der US-amerikanischen und europäischen Entdecker des späten 18. und des frühen 19. Jahrhunderts auf sich. Bereits in den 1790ern wurden der Mount Baker, der Mount Rainier und der Mount St. Helens in den ersten schriftlichen Beschreibungen der Regionen des Columbia River und des Puget Sounds erwähnt. Im Jahre 1805 vermerkten Lewis und Clark (Lewis-und-Clark-Expedition) den Mount Adams. Im Laufe des mittleren 19. Jahrhunderts waren die Vulkane in den Landkarten eingezeichnet.
Der Glacier Peak allerdings war den Siedlern nicht bekannt, bis in den 1850ern Ureinwohner dem Naturforscher George Gibbs beschrieben, ein weiterer etwas kleinerer Gipfel würde nördlich des Mount Rainier qualmen. Bis 1898 wurde keine Karte veröffentlicht, in der der Glacier Peak eingetragen war.